# El Garay
El Garay är en ort i kommunen Temascalcingo i delstaten Mexiko i Mexiko. Samhället hade 166 invånare vid folkräkningen 2020.